# MHD (album)
Pour les articles homonymes, voir MHD.
Albums de MHD
19
(2018)
Singles
1. Afro Trap Part. 1 (La Moula)
Sortie : 29 septembre 2015
2. Afro Trap Part. 2 (Kakala Bomaye)
Sortie : 14 octobre 2015
3. Afro Trap Part. 3 (Champions League)
Sortie : 4 novembre 2015
4. Afro Trap Part. 4 (Fais le mouv)
Sortie : 25 novembre 2015
5. Afro Trap Part. 5 (Ngatie Abedi)
Sortie : 4 janvier 2016
6. Afro Trap Part. 6 (Molo Molo)
Sortie : 4 mars 2016
7. Roger Milla
Sortie : 1er avril 2016
8. Maman j'ai mal
Sortie : 20 mai 2016
9. A Kele N'ta
Sortie : 13 juillet 2016

MHD est le premier album éponyme du rappeur français MHD sorti le 15 avril 2016.

## Genèse
Le 4 mars 2016, l'album est disponible en précommande sur iTunes et Google Play Store et le Afro Trap Part. 6 (Molo Molo) y est sorti.
Le 1er avril 2016, il sort le clip Roger Milla, qui est le 1er extrait de l'album hors Afro Trap.
Il s'écroule à 12 695 lors de sa première semaine . L'album s'écoule à plus de 200 000 exemplaires en France et est certifié double disque de platine.
Le 18 mars 2021, l'album est certifié triple disque de platine.

## Liste des titres
| 1.    | La Moula                             | MHD                  | DSK on the Beat              | 3:27 |
| 2.    | Afro Trap Part. 2 (Kakala Bomaye)    | MHD                  | DJ Did                       | 2:04 |
| 3.    | Afro Trap Part. 3 (Champions League) | MHD                  | Rob White                    | 2:17 |
| 4.    | Afro Trap Part. 4 (Fais le mouv)     | MHD                  | Dany Synthé                  | 2:35 |
| 5.    | Mort ce soir                         | MHD                  | Dany Synthé                  | 3:22 |
| 6.    | A Kele N'ta                          | MHD                  | Dany Synthé, DSK on the Beat | 3:25 |
| 7.    | Afro Trap Part. 5 (Ngatie Abedi)     | MHD                  | DSK on the Beat, Dany Synthé | 2:34 |
| 8.    | Interlude Trap                       | MHD                  | Dany Synthé                  | 2:13 |
| 9.    | Amina                                | MHD                  | BGRZ                         | 3:25 |
| 10.   | Tout seul                            | MHD                  | Dany Synthé                  | 3:07 |
| 11.   | Afro Trap Part. 6 (Molo Molo)        | MHD                  | Stijco                       | 2:20 |
| 12.   | Ma vie (feat. Fally Ipupa)           | MHD, Fally Ipupa     | Dany Synthé                  | 3:07 |
| 13.   | Roger Milla                          | MHD                  | DSK on the Beat              | 3:20 |
| 14.   | Maman j'ai mal                       | MHD                  | Dany Synthé                  | 3:23 |
| 15.   | Wanyinyin (feat. Angélique Kidjo)    | MHD, Angélique Kidjo | Dany Synthé                  | 3:26 |
| 44:29 |                                      |                      |                              |      |

## Titres certifiés en France
- Afro Trap Part. 2 (Kakala Bomaye)  Or[6]
- Afro Trap Part. 3 (Champions League)  Diamant[7]
- Afro Trap Part. 4 (Fais le mouv)  Or[8]
- A Kele N'ta  Diamant[9]
- Afro Trap Part. 5 (Ngatie Abedi)  Platine[10]
- Afro Trap Part. 6 (Molo Molo)  Or[11]
- Roger Milla  Or[12]
- Maman j'ai mal  Or[13]

## Clips vidéos
- Afro Trap Part. 1 (La Moula) : 29 septembre 2015
- Afro Trap Part. 2 (Kakala Bomaye) : 14 octobre 2015
- Afro Trap Part. 3 (Champions League) : 4 novembre 2015
- Afro Trap Part. 4 (Fais le mouv) : 25 novembre 2015
- Afro Trap Part. 5 (Ngatie Abedi) : 4 janvier 2016
- Afro Trap Part. 6 (Molo Molo) : 4 mars 2016
- Roger Milla : 1er avril 2016
- Maman j'ai mal : 20 mai 2016
- A Kele N'ta : 13 juillet 2016

## Classements hebdomadaires
| Classements (2016)            | Meilleure position |
| ----------------------------- | ------------------ |
| Belgique (Flandre Ultratop)   | 170                |
| Belgique (Wallonie Ultratop)  | 12                 |
| France (SNEP)                 | 2                  |
| Pays-Bas (Mega Album Top 100) | 26                 |
| Suisse (Schweizer Hitparade)  | 25                 |

## Certification
| Pays          | Certifcations | Ventes  |
| ------------- | ------------- | ------- |
| France (SNEP) | 3 × Platine   | 300 000 |